# قائمة وزراء الإسكان (مصر)
تعاقب على تولي وزارة الإسكان والمرافق والمجتمعات العمرانية بمسمياتها المختلفة عدة وزراء خلال سلسلة التشكيلات الوزارية في مصر.:150:142

## القائمة
| الوزير                          | الإسم                                                  | الفترة         | الفترة         | الوزارة                       | رئيس مجلس الوزراء |
| الوزير                          | الإسم                                                  | من             | إلى            | الوزارة                       | رئيس مجلس الوزراء |
| ------------------------------- | ------------------------------------------------------ | -------------- | -------------- | ----------------------------- | ----------------- |
| طعمة العودة الله "سوري"         | الإسكان والمرافق                                       | 16 أغسطس 1961  | 28 سبتمبر 1961 | وزارة جمال عبد الناصر السابعة | جمال عبد الناصر   |
| كمال الدين حسين "أول وزير مصري" | الإدارة المحلية والإسكان والمرافق                      | 18 أكتوبر 1961 | 29 سبتمبر 1962 | وزارة جمال عبد الناصر الثامنة | جمال عبد الناصر   |
| أحمد محرم                       | الإسكان والمرافق                                       | 29 سبتمبر 1962 | 25 مارس 1964   | وزارة علي صبري الأولى         | علي صبري          |
| محمد أبو نصير                   | الإسكان والمرافق                                       | 25 مارس 1964   | 1 أكتوبر 1965  | وزارة علي صبري الثانية        | علي صبري          |
| محمد عزت سلامة                  | الإسكان والمرافق                                       | 1 أكتوبر 1965  | 10 سبتمبر 1966 | وزارة زكريا محيي الدين        | زكريا محيي الدين  |
| عزيز أحمد ياسين                 | الإسكان والسياحة والمرافق                              | 10 سبتمبر 1966 | 18 يونيو 1967  | وزارة صدقي سليمان             | صدقي سليمان       |
| محمود يونس                      | النقل والبترول والثروة المعدنية والإسكان والمرافق      | 19 يونيو 1967  | 8 يوليو 1967   | وزارة جمال عبد الناصر التاسعة | جمال عبد الناصر   |
| عزيز أحمد ياسين                 | الإسكان والمرافق                                       | 8 يوليو 1967   | 20 مارس 1968   | وزارة جمال عبد الناصر التاسعة | جمال عبد الناصر   |
| حسن حسن مصطفى                   | الإسكان والمرافق                                       | 20 مارس 1968   | 18 نوفمبر 1970 | وزارة جمال عبد الناصر العاشرة | جمال عبد الناصر   |
| حسن حسن مصطفى                   | الإسكان والمرافق                                       | 20 مارس 1968   | 18 نوفمبر 1970 | وزارة محمود فوزي الأولى       | محمود فوزي        |
| محمد سعد الدين زايد             | الإسكان والمرافق                                       | 18 نوفمبر 1970 | 14 مايو 1971   | وزارة محمود فوزي الثانية      | محمود فوزي        |
| علي السيد محمد                  | الإسكان                                                | 14 مايو 1971   | 17 يناير 1972  | وزارة محمود فوزي الثالثة      | محمود فوزي        |
| علي السيد محمد                  | الإسكان والمرافق                                       | 14 مايو 1971   | 17 يناير 1972  | وزارة محمود فوزي الرابعة      | محمود فوزي        |
| عبد العزيز كمال محمد            | الإسكان والتشييد                                       | 17 يناير 1972  | 26 مارس 1973   | وزارة عزيز صدقي               | عزيز صدقي         |
| محمود أمين عبد الحافظ           | الإسكان والتشييد                                       | 27 مارس 1973   | 25 أبريل 1974  | وزارة أنور السادات الأولى     | أنور السادات      |
| عثمان أحمد عثمان                | التعمير                                                | 27 أكتوبر 1973 | 25 أبريل 1974  | وزارة أنور السادات الأولى     | أنور السادات      |
| عثمان أحمد عثمان                | الإسكان والتعمير                                       | 25 أبريل 1974  | 19 مارس 1976   | وزارة أنور السادات الثانية    | أنور السادات      |
| عثمان أحمد عثمان                | الإسكان والتعمير                                       | 25 أبريل 1974  | 19 مارس 1976   | وزارة عبد العزيز حجازي        | عبد العزيز حجازي  |
| عثمان أحمد عثمان                | الإسكان والتعمير                                       | 25 أبريل 1974  | 19 مارس 1976   | وزارة ممدوح سالم الأولى       | ممدوح سالم        |
| عثمان أحمد عثمان                | الإسكان والتعمير                                       | 19 مارس 1976   | 9 نوفمبر 1976  | وزارة ممدوح سالم الثانية      | ممدوح سالم        |
| حسن بهجت محمد حسنين             | الدولة للإسكان والتعمير                                | 19 مارس 1976   | 9 نوفمبر 1976  | وزارة ممدوح سالم الثانية      | ممدوح سالم        |
| حسن محمد حسن                    | الإسكان والتعمير                                       | 9 نوفمبر 1976  | 26 أكتوبر 1977 | وزارة ممدوح سالم الثالثة      | ممدوح سالم        |
| حسب الله الكفراوي               | الإسكان والتعمير                                       | 26 أكتوبر 1977 | 9 مايو 1978    | وزارة ممدوح سالم الرابعة      | ممدوح سالم        |
| أحمد طلعت توفيق                 | الإسكان                                                | 9 مايو 1978    | 5 أكتوبر 1978  | وزارة ممدوح سالم الخامسة      | ممدوح سالم        |
| حسب الله الكفراوي               | التعمير والمجتمعات الجديدة                             | 9 مايو 1978    | 5 أكتوبر 1978  | وزارة ممدوح سالم الخامسة      | ممدوح سالم        |
| مصطفى متولي الحفناوي            | الإسكان                                                | 5 أكتوبر 1978  | 19 يونيو 1979  | وزارة مصطفى خليل الأولى       | مصطفى خليل        |
| حسب الله الكفراوي               | التعمير والمجتمعات الجديدة                             | 5 أكتوبر 1978  | 19 يونيو 1979  | وزارة مصطفى خليل الأولى       | مصطفى خليل        |
| حسني محمد السيد علي             | الدولة للإسكان                                         | 5 أكتوبر 1978  | 19 يونيو 1979  | وزارة مصطفى خليل الأولى       | مصطفى خليل        |
| مصطفى متولي الحفناوي            | الإسكان                                                | 19 يونيو 1979  | 14 مايو 1980   | وزارة مصطفى خليل الثانية      | مصطفى خليل        |
| حسب الله الكفراوي               | التعمير والمجتمعات الجديدة                             | 19 يونيو 1979  | 14 مايو 1980   | وزارة مصطفى خليل الثانية      | مصطفى خليل        |
| حسب الله الكفراوي               | التعمير والإسكان واستصلاح الأراضي                      | 14 مايو 1980   | 5 يونيو 1984   | وزارة أنور السادات الثالثة    | أنور السادات      |
| حسب الله الكفراوي               | التعمير والإسكان واستصلاح الأراضي                      | 14 مايو 1980   | 5 يونيو 1984   | وزارة حسني مبارك              | حسني مبارك        |
| حسب الله الكفراوي               | التعمير والإسكان واستصلاح الأراضي                      | 14 مايو 1980   | 5 يونيو 1984   | وزارة فؤاد محيي الدين الأولى  | فؤاد محيي الدين   |
| حسب الله الكفراوي               | التعمير والإسكان واستصلاح الأراضي                      | 14 مايو 1980   | 5 يونيو 1984   | وزارة فؤاد محيي الدين الثانية | فؤاد محيي الدين   |
| محسن عبد الفتاح صدقي            | الإسكان والمرافق                                       | 16 يوليو 1984  | 4 سبتمبر 1985  | وزارة كمال حسن علي            | كمال حسن علي      |
| حسب الله الكفراوي               | التعمير والمجتمعات الجديدة واستصلاح الأراضي            | 16 يوليو 1984  | 4 سبتمبر 1985  | وزارة كمال حسن علي            | كمال حسن علي      |
| عبد الرحمن لبيب                 | الإسكان والمرافق                                       | 5 سبتمبر 1985  | 9 نوفمبر 1986  | وزارة علي لطفي                | علي لطفي          |
| حسب الله الكفراوي               | التعمير والمجتمعات الجديدة واستصلاح الأراضي            | 5 سبتمبر 1985  | 9 نوفمبر 1986  | وزارة علي لطفي                | علي لطفي          |
| حسب الله الكفراوي               | الإسكان والمرافق والتعمير والمجتمعات العمرانية الجديدة | 11 نوفمبر 1986 | 14 أكتوبر 1993 | وزارة عاطف صدقي الأولى        | عاطف صدقي         |
| حسب الله الكفراوي               | الإسكان والمرافق والمجتمعات الجديدة والعمرانية         | 11 نوفمبر 1986 | 14 أكتوبر 1993 | وزارة عاطف صدقي الثانية       | عاطف صدقي         |
| محمد صلاح الدين حسب الله        | الإسكان والمرافق                                       | 14 أكتوبر 1993 | 2 يناير 1996   | وزارة عاطف صدقي الثالثة       | عاطف صدقي         |
| محمد إبراهيم سليمان             | الدولة للمجتمعات العمرانية الجديدة                     | 14 أكتوبر 1993 | 2 يناير 1996   | وزارة عاطف صدقي الثالثة       | عاطف صدقي         |
| محمد إبراهيم سليمان             | الإسكان والمرافق والمجتمعات العمرانية                  | 4 يناير 1996   | 31 ديسمبر 2005 | وزارة كمال الجنزوري الأولى    | كمال الجنزوري     |
| محمد إبراهيم سليمان             | الإسكان والمرافق والمجتمعات العمرانية                  | 4 يناير 1996   | 31 ديسمبر 2005 | وزارة عاطف عبيد               | عاطف عبيد         |
| محمد إبراهيم سليمان             | الإسكان والمرافق والمجتمعات العمرانية                  | 4 يناير 1996   | 31 ديسمبر 2005 | وزارة أحمد نظيف الأولى        | أحمد نظيف         |
| أحمد المغربي                    | الإسكان والمرافق والتنمية العمرانية                    | 30 ديسمبر 2005 | 20 يناير 2011  | وزارة أحمد نظيف الثانية       | أحمد نظيف         |
| محمد فتحي البرادعي              | الإسكان والمرافق والتنمية العمرانية                    | 31 يناير 2011  | 25 يونيو 2012  | وزارة أحمد شفيق               | أحمد شفيق         |
| محمد فتحي البرادعي              | الإسكان والمرافق والتنمية العمرانية                    | 31 يناير 2011  | 25 يونيو 2012  | وزارة عصام شرف                | عصام شرف          |
| محمد فتحي البرادعي              | الإسكان والمرافق والتنمية العمرانية                    | 31 يناير 2011  | 25 يونيو 2012  | وزارة كمال الجنزوري الثانية   | كمال الجنزوري     |
| طارق وفيق                       | الإسكان والمجتمعات العمرانية                           | 2 أغسطس 2012   | 8 يوليو 2013   | وزارة هشام قنديل              | هشام قنديل        |
| عبد القوي خليفة                 | مرافق مياه الشرب والصرف الصحي                          | 2 أغسطس 2012   | 8 يوليو 2013   | وزارة هشام قنديل              | هشام قنديل        |
| إبراهيم محلب                    | الإسكان والمرافق والمجتمعات العمرانية                  | 16 يوليو 2013  | 24 فبراير 2014 | وزارة حازم الببلاوي           | حازم الببلاوي     |
| مصطفى مدبولي                    | الإسكان والمرافق والمجتمعات العمرانية                  | 1 مارس 2014    | 13 فبراير 2019 | وزارة إبراهيم محلب الأولى     | إبراهيم محلب      |
| مصطفى مدبولي                    | الإسكان والمرافق والمجتمعات العمرانية                  | 1 مارس 2014    | 13 فبراير 2019 | وزارة إبراهيم محلب الثانية    | إبراهيم محلب      |
| مصطفى مدبولي                    | الإسكان والمرافق والمجتمعات العمرانية                  | 1 مارس 2014    | 13 فبراير 2019 | وزارة شريف إسماعيل            | شريف إسماعيل      |
| مصطفى مدبولي                    | الإسكان والمرافق والمجتمعات العمرانية                  | 1 مارس 2014    | 13 فبراير 2019 | وزارة مصطفى مدبولي الأولى     | مصطفى مدبولي      |
| عاصم الجزار                     | الإسكان والمرافق والمجتمعات العمرانية                  | 14 فبراير 2019 | 3 يونيو 2024   | وزارة مصطفى مدبولي الأولى     | مصطفى مدبولي      |
| شريف الشربيني                   | الإسكان والمرافق والمجتمعات العمرانية                  | 3 يوليو 2024   | حتى الآن       | وزارة مصطفى مدبولي الثانية    | مصطفى مدبولي      |